# تیم ملی والیبال زنان بریتانیا
تیم ملی والیبال زنان بریتانیا تیم ملی والیبال زنان کشور بریتانیا است.